# Plaigne
Plaigne – miejscowość i gmina we Francji, w regionie Oksytania, w departamencie Aude.
Według danych na rok 1990 gminę zamieszkiwało 141 osób, a gęstość zaludnienia wynosiła 11 osób/km² (wśród 1545 gmin Langwedocji-Roussillon Plaigne plasuje się na 762. miejscu pod względem liczby ludności, natomiast pod względem powierzchni na miejscu 615.).

## Zabytki
Zabytki w miejscowości posiadające status Monument historique:
- croix de chemin